# Georg Götsch

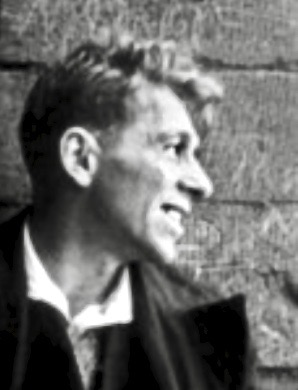
Georg Götsch in de jaren 1920.

Georg Götsch (Berlijn, 1 maart 1895 – Friedrichshafen, 26 september 1956) was een Duitse muziekpedagoog. Hij was een van de belangrijke figuren in de Duitse Jeugdbeweging en Duitse Jeugdmuziekbeweging.

## Duitse Jeugdbeweging
In 1923 nam Georg Götsch de leiding van de jongerenvereniging Alt-Wandervogel over van Ernst Buske. Op 3 en 4 augustus 1923, gedurende de Fichtelgebergte-bijeenkomst van de Bündische Jugend bij Weißenstadt, werden de Alt-Wandervogel, de Wandervogel-Wehrbund, de Wandervogel-Jungebund en de Schlesische Wandervogel-Jungebund samengevoegd tot de Duitse jeugdbond (Deutsche Jungenschaft) Alt-Wandervogel.
Het woord Jungenschaft verwees naar de leeftijdscategorie van 11 tot 18 jaar. De leidinggevenden van deze Wandervogel-groepen namen bij de eenwording stelling tegen "alles wat politiek en patriottisch is". In 1927, nadat enkele padvindersgroepen zich hadden aangesloten, werd de vereniging omgedoopt tot de Deutsche Freischar.
Toen de Deutsche Freischar en de Grossdeutscher Jugendbund op 4 mei 1930 samengingen, werd Götsch aangesteld als afgevaardigde van de Freischar (Adolf von Trotha was de leider van de bond). Toen Trotha in mei 1930 de toetreding van de Jungnationalen Bund goedkeurde, legde Götsch zijn ambt als afgevaardigde neer.

## Jeugdmuziekbeweging
De twee pijlers van de jeugdmuziekbeweging na 1918 waren: de Finkensteiner Bund rond Walther Hensel en (vanaf 1922) het Musikantengilde rond Fritz Jöde. Georg Götsch was een van de kopstukken van het muzikantengilde.
Het was de bedoeling dat Götsch muziekleraar zou worden op een pedagogische school van de reformbeweging, Schule am Meer in Juist, opgericht en geleid door Martin Luserke. In plaats daarvan werd hij echter in 1929 hoofd van het nieuw opgerichte Musikheim in Frankfurt (Oder), een toonaangevende Duitse opleiding voor muziekleraren. Hij stond aan het hoofd hiervan tot 1942.

## Muziekopleiding Burg Fürsteneck
Georg Götsch had vanaf 1952 geen formele functie meer. Maar hij was betrokken bij de oprichting van de volksschool Burg Fürsteneck. Dit was een academie voor muziek- en cultureel onderwijs. Vanaf het begin verankerde hij muziek-cultuureducatie in het onderwijsprogramma.
Enkele jaren later overleed hij, in 1956, in de leeftijd van 61 jaar. Uit zijn nalatenschap kon een studiekapel in de burcht worden verwezenlijkt, die zijn naam kreeg. Enkele gebruiken die hij invoerde, bleven daarna bestaan, zoals de Ochtendkring van Fürsteneck en het uitvoeren van Engelse contredansen van John Playford.

## Uitgaven
- Aus dem Lebens- und Gedankenkreis eines Jugendchores (Wolfenbüttel, 1926) (Jahresbericht, Norwegenfahrt, 1925)
- Englandfahrt 1926 der Märkischen Spielgemeinde (Wolfenbüttel, 1927)
- Über die Deutsche Jugendbewegung als Volksgewissen (Leipzig, 1928)
- Musische Bildung. Zeugnisse eines Weges (3 dln., 1953-1956)
- Geselliges Tanzbuch, Tanzkanons, Chortänze (3 dln., 1950-1955)
- Deutsche Chorlieder (3 dln., 1949-1951)
- Englisches Liederbuch (1953)
- Alte Kontratänze, met Rolf Gardiner (1928, herdruk 1950)
- Neue Kontratänze, met Rudolf Christl (1956)
- Klingendes Leben. Chorliederbuch (1950)
- Lebenszeichen, Zeugnisse eines Weges, met Erich Bitterhof (1969)